# Amanda Weltman
Amanda Weltman (nascida em 1979) é uma física teórica da África do Sul.  Ela é conhecida por ser coautora de um artigo propondo a "teoria camaleônica" para explicar a existência da energia escura . Atualmente é pesquisadora da Universidade da Cidade do Cabo .

## Vida pessoal e educação
Weltman nasceu em 1979 em Cape Cod , Massachusetts, e viajou para a África do Sul com seus pais quando tinha dois meses de idade.  Ela passou sua infância em Joanesburgo e na Cidade do Cabo .  Ela era uma ginasta competitiva quando criança.  Ela foi atraída pela primeira vez para a física enquanto estudava na Universidade da Cidade do Cabo .  Descrevendo sua atração por ser uma física, ela afirmou que "entender como o Universo funcionava era apenas o trabalho mais legal que alguém poderia ter".
Em 2009, ela completou seu doutorado em física teórica na Universidade de Columbia, em Nova York.  Ela foi supervisionada pelo físico teórico Brian Greene .  Ela também fez pesquisa de pós-doutorado na Universidade de Cambridge antes de retornar à África do Sul.  Seu trabalho de pós-doutorado foi com o físico Stephen Hawking .  Atualmente, ela faz parte de um grande grupo de pesquisa da Universidade da Cidade do Cabo.
Ela mora com seu marido Jeff Murugan , que é um teórico de cordas na mesma universidade.  Ela o conheceu em 1999, e tem dois filhos com ele.  Ela afirmou que estava feliz por ser educada em uma família sem estereótipos de gênero , e que as barreiras enfrentadas por mulheres cientistas eram particularmente prejudiciais quando ocorriam na forma de estereótipos aos quais as crianças estavam expostas.  Ela e o marido tiram uma folga para cuidar de seus filhos e freqüentemente viajam para conferências em família.

## Pesquisa e carreira
Weltman ficou conhecida quando foi coautora de um artigo de 2004 intitulado "Chameleon Cosmology", com Justin Khoury , que propôs uma teoria para explicar a energia escura .  Ela era uma estudante de pós-graduação de 24 anos na Universidade de Columbia na época.  A energia escura é proposta como uma explicação para a expansão acelerada do universo.  Khoury e Weltman propuseram a existência de uma nova força que impulsionasse essa expansão, que mudou dependendo do ambiente em que se encontrava.  Seria fraco quando as partículas estavam densamente juntas e fortes quando estavam muito afastadas.  Assim, a teoria sugere que em regiões onde a matéria é relativamente densa, a força camaleônica é difícil de detectar; mas em regiões vazias do espaço, ele age para separar corpos e expandir o universo.  A teoria era tal que não poderia ser testada por dez anos depois de proposta; no entanto, em 2014, pesquisadores da Universidade de Nottingham desenvolveram um método que tinha o potencial de testar a teoria.  A teoria desenvolvida por Khoury e Weltman foi descrita como levando a "sub-campos inteiros em cosmologia e física experimental".  Seu trabalho foi descrito como uma continuação do trabalho de Albert Einstein .

## Prêmios e Distinções
- Prémio Nacional Mulheres na Ciência para o Melhor Jovem Investigador em Ciências Naturais e Engenharia,[2] em 2009[1]
- Meiring Naude Medal da Royal Society of South Africa ,[2] em 2011[1]
- NSTF-BHP Billiton, Prêmio TW Kambule[2]
- Medalha de Jubileu de Prata do Instituto Sul-Africano de Física[2]
- Prémio de Investigador Jovem da Universidade da Cidade do Cabo, em 2010[1]
- O prêmio de Pesquisador Jovem do College of Fellows, em 2010[1]